# Martti Huhtala
Martti Huhtala (n. 12 noiembrie 1918, Rovaniemi, Oulu, Finlanda – d. 25 octombrie 2005, Rovaniemi, Lapin lääni, Finlanda) a fost un sportiv ce a reprezentat Finlanda, medaliat olimpic. A participat la o ediție a Jocurilor Olimpice (1948) în care a câștigat o medalie de argint.

## Participări
Lista de mai jos prezintă principalele competiții la care a participat Martti Huhtala de-a lungul carierei.
- Olympische Winterspiele 1948/Nordische Kombination[*]